# Сюрреалістичний гумор
Сюрреалістичний гумор (або сюрреалістична комедія, гумор абсурду, комедія абсурду) — одна з форм гумору, що ґрунтується на навмисному порушенні причинних міркувань, що продукують події та поведінку, які, очевидно, нелогічні. Конструкції сюрреалістичного гумору, як правило, пов'язані дивним зіставленням, що не є наслідком, ірраціональні або абсурдні ситуації та вираження дурості. Такий гумор заснований на непередбачуваності. Має деяку популярність, тому що події, які не можна передбачити, іноді виглядають смішними для публіки.

## Літературні попередники

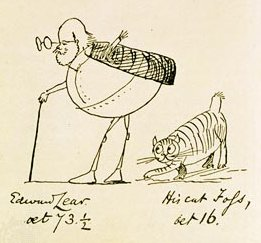
Едвард Лір у віці 73 років та його шістнадцятирічний кіт — Фосс. Літографія 1885 року.

Йдеться про сюрреалістичний гумор тоді, коли нелогічність і безглуздість використовуються для гумористичного ефекту. Елементи сюрреалізму починають з'являтися з ХІХ століття. Приклад такого твору — «Аліса в країні чудес» Льюїса Керолла, для надання гумористичного ефекту в якому використовувалися: кальян для гусениці, що не курить, гра в крокет з використанням живих фламінго молотками, тощо. Багато з оповідань і віршів Едуарда Ліра написані в дусі сюрреалізму. Наприклад, «Справжня історія навколосвітнього плавання чотирьох надзвичайно чудових чоловічків» — розповідь про чотирьох дітей, які вирушили у навколосвітню подорож, написану 1871 року.

## Зв'язок з дадаїзмом та футуризмом
На початку 20-го століття кілька авангардних рухів, у тому числі дадаїсти, сюрреалісти та футуристи, почали виступати за мистецтво, яке було випадковим, різким та нелогічним. Цілі цих рухів були певною мірою серйозними, і вони прагнули підірвати урочистість і самозадоволення сучасного художнього істеблішменту. У результаті більшість їх мистецтва була навмисно забавною. Одним із прикладів є «Фонтан» Марселя Дюшана (1917), перевернутий пісуар, підписаний як «R. Mutt». Це стало одним із найвідоміших і найвпливовіших творів мистецтва в історії та одним із найбільш ранніх прикладів руху знайдених об'єктів. Це також жарт, що ґрунтується на інверсії функції предмета, вираженої в його назві, а також на його недоречній присутності на художній виставці.

## Історія та етимологія

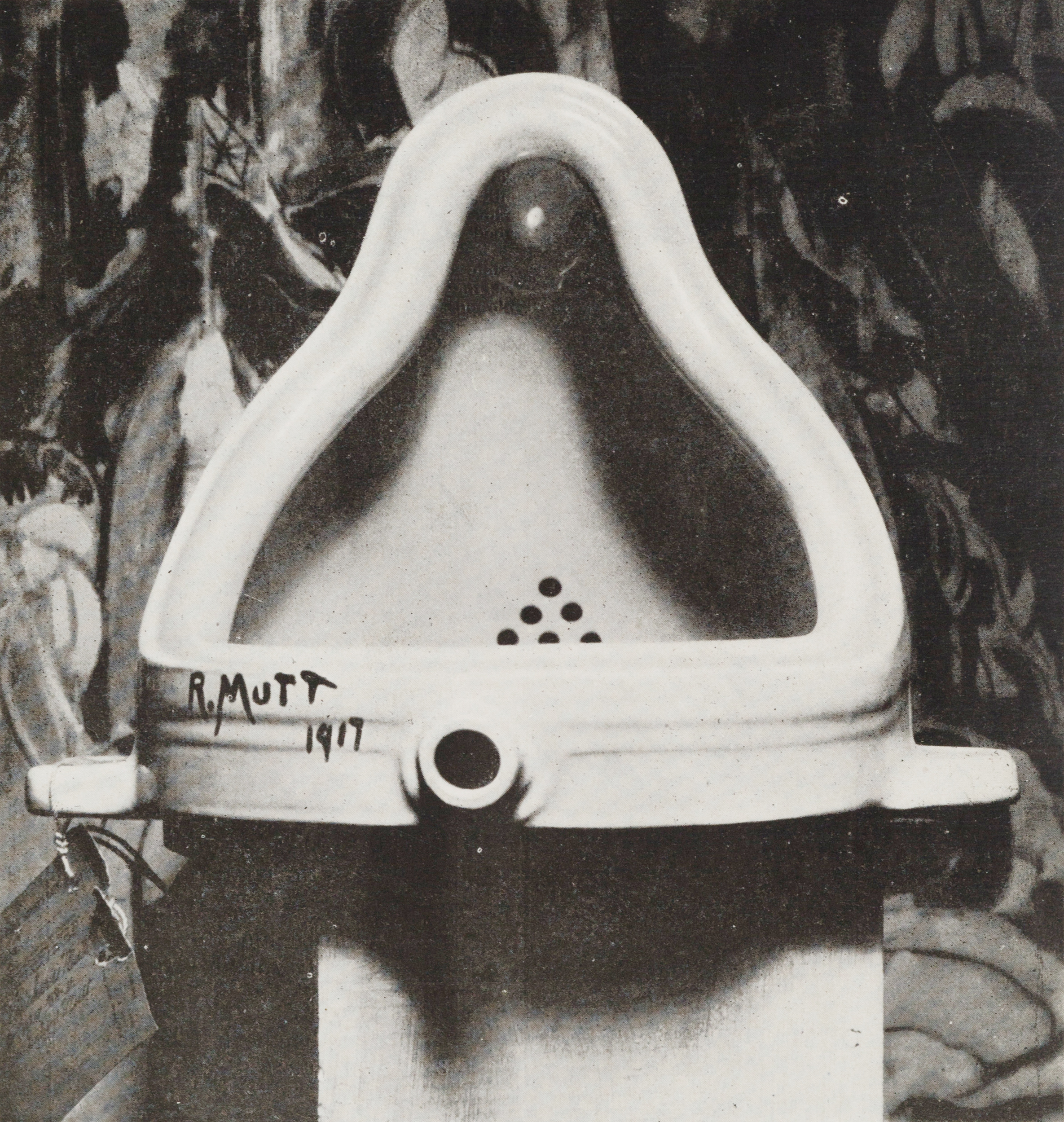
Фонтан Марселя Дюшана (1917), виготовлений з перевернутого пісуара. Напис — «R. Mutt».

Слово «сюрреалістичний» вперше почали використовувати для опису типу естетики на початку 1920-х. На додачу до авангардних мистецьких напрямів, у сюрреалістичній комедії використовуються такі сатиричні прийоми, що обходилися без правил логіки, які використовували Лір та Керрол.
Сюрреалістичний гумор також часто зустрічається в авангардних театрах, таких як «Чекаючи на Ґодо» і «Розенкранц і Гільденстерн мертві». У Сполучених Штатах С. Дж. Перельман (1904-1979) був визнаний першим письменником-сюрреалістом-гумористом.
Сюрреалістичний гумор з'являвся на британському радіо з 1951 по 1960 рік у виконанні акторів The Goon Show: Спайка Міллігана, Пітера Селлерса і Гаррі Секомба. Робота The Goons вплинула на американську радіокомедійну трупу Firesign Theater з 1966 по 2012 роки. The Firesigns написали складні комічні радіовистави, багато з яких було записано на альбомах.
Сюрреалістичний гумор переважає в кінематографі, де призупинення невіри може бути розтягнуте до абсурду завдяки логічному дотриманню наслідків малоймовірних, перевернутих або перебільшених передумов. Луїс Бунюель є головним представником цього, особливо в «Ангелі-винищувачі». Це помітна особливість телевізійної та кінематографічної роботи британської комедійної трупи «Монті Пайтон» (1969—2015). Інші приклади включають «Водоспад» Пітера Грінвея і «Бразилія» Террі Гілліама.
У жовтні 2023 року вийшла і набула популярності сюрреалітична чорна комедія «Дивовижний цифровий цирк», дія якої розгортається у віртуальній реальності.

## Аналіз
Докторки Мері К. Роджерс і Дайана П'єн проаналізували цю тему в есе під назвою «Слони і зефір» (з підзаголовком «Теоретичний синтез теорії гумору невідповідності-вирішення і збудження») і написали, що «жарти безглузді, якщо вони не можуть повністю розв'язати проблему невідповідності», і процитували один із багатьох варіантів жарту про слонів:
«— Чому слон сів на зефір?
— Бо він не хотів упасти в чашку з гарячим шоколадом».
«На їхню думку, жарт не повністю розв'язаний, — зауважив доктор Еліот Орінг, — тому що ситуація несумісна зі світом, яким ми його знаємо. Звичайно, слони не сидять у чашках із гарячим шоколадом». Орінг визначав гумор не як дозвіл невідповідності, а як «сприйняття відповідної невідповідності», що всі жарти містять певну частку невідповідності і що абсурдні жарти вимагають додаткового компонента «абсурдного образу» з невідповідністю уявного образу.